# St Andrew's Stadium
St Andrew's es un estadio de fútbol del barrio de Bordesley de Birmingham (Inglaterra) Reino Unido. Ha sido el campo del Birmingham City FC desde su apertura en 1906, cuando tenía un aforo de 75 000 espectadores, contaba con una tribuna y el resto de la grada al descubierto. El récord de asistencia, se situó entre los 66 844 y 67 341 espectadores, en un partido de la FA Cup de 1939 que terminó en empate contra el Everton. Durante la Segunda Guerra Mundial, la tribuna se quemó y el terreno de juego quedó gravemente dañado. La nueva tribuna se construyó en la década de 1950, y una pequeña grada en uno de los fondos, pero hubo pocos cambios hasta la década de 1990. Tras la adquisición del club en 1993, todas las localidades se remodelaron y se convirtieron en localidades de asiento para dar cumplimiento al Informe Taylor en la seguridad de los recintos deportivos, reduciéndose la capacidad a poco más de 30 000.
St Andrew's ha acogido los partidos internacionales de Inglaterra, en las categorías inferiores a la selección absoluta, así como partidos de la semifinal de la FA Cup, y finales de competiciones menores. Se han celebrado también otros acontecimientos deportivos, incluido el rugby y el boxeo profesional, y, más recientemente, ha sido el escenario de conciertos de música. El estadio tiene salas adecuadas para los negocios o eventos sociales y una tienda de merchandising oficial del Birmingham City.